# Antonio Lecuona
Antonio María Lecuona Echániz (Tolosa, 17 de enero de 1831-Ondárroa, 26 de septiembre de 1907) fue un pintor paisajista y costumbrista español.

## Biografía
Se inició en la pintura con Cosme Duñabeitia. En 1847 se trasladó a Madrid, asistiendo a clases en la Academia de Bellas Artes de San Fernando. En 1850 consiguió una plaza de dibujante científico en el Museo Nacional de Ciencias Naturales. Obtuvo diversos premios, entre ellos una Mención Honorífica en la Exposición Nacional de Bellas Artes de 1860 por el cuadro titulado Costumbres vascongadas.

## Trayectoria
Abrió taller en Madrid en 1856, permaneciendo en la capital hasta 1872, año en que, renunciando a su puesto de dibujante científico, se trasladó a Bilbao, donde abrió un taller en la calle de La Cruz. Allí impartió clases entre otros a futuras figuras como Adolfo Guiard, Manuel Losada, Alberto Arrue, José Arrue, Gustavo de Maeztu y Paco Durrio.
Fue nombrado pintor de cámara del pretendiente al trono Carlos VII. Famoso fue un cuadro suyo titulado Juramento de don Carlos de Borbón bajo el árbol de Guernica como señor de Vizcaya el tres de julio de 1875. Al año siguiente de su realización, las tropas alfonsinas quemaron el lienzo al entrar en la villa foral .

## Selección de obras
- Etcheco Jauna.

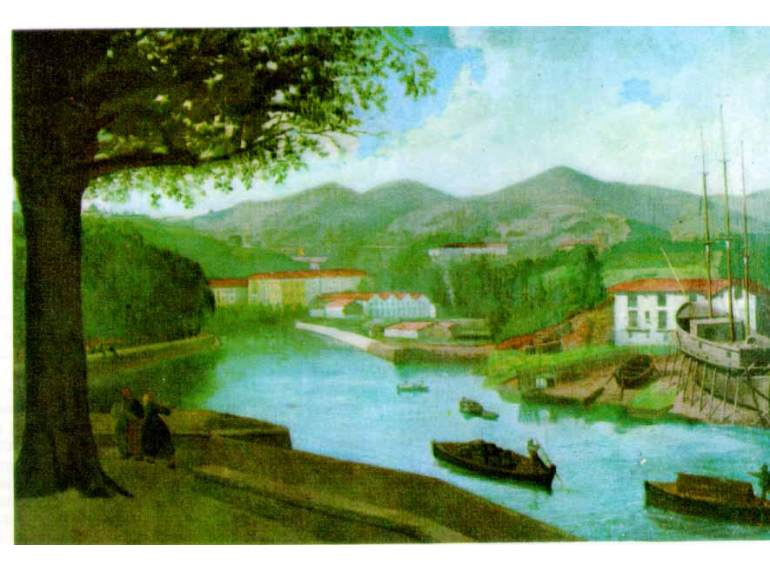
Los astilleros de La Salve.

- Costumbres vascongadas, 1860. Museo de Bellas Artes de Bilbao.
- Vista de Abando y los Astilleros de Arana, c. 1870.
- Don Carlos de Borbón recibiendo en Durango a la representación de las Merindades de Vizcaya el 3 de mayo de 1874, 1875, Diputación Foral de Vizcaya, depositado en el Museo de Arte e Historia de Durango.
- Fiesta campestre en las inmediaciones de Durango, c. 1882. Colección particular.
- San Ignacio herido en la heroica defensa del castillo de Pamplona, 1884. Santuario de Loyola. Para este cuadro posó Unamuno representando la figura de un cirujano.
- Interior de la basílica de Nuestra Señora de Begoña, c. 1884-1886. Colección particular.
- Retrato de Iparraguirre, 1890, del que hizo al menos dos réplicas, una en la Sociedad Laurat Bat de Buenos Aires y el segundo en el ayuntamiento de Villareal de Urrechua.
- Entrática en Las Huelgas o Entrada de una novicia en el convento de Las Huelgas, 1898. Museo de Bellas Artes de Bilbao.
- Romería en Salbatore.
- Una limosna o El mendigo. Museo San Telmo. Anteriormente en Museo de Bellas Artes de Bilbao.

## Galería

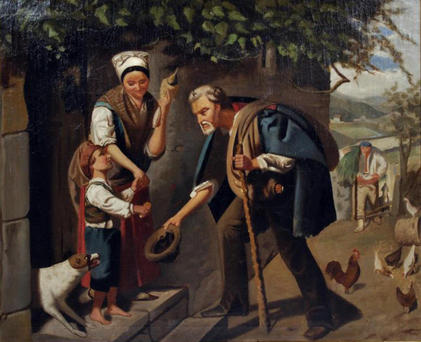
El mendigo
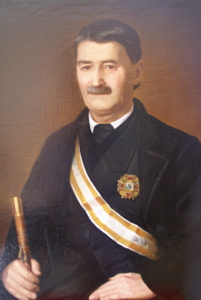
Retrato de Cástor de Andéchaga
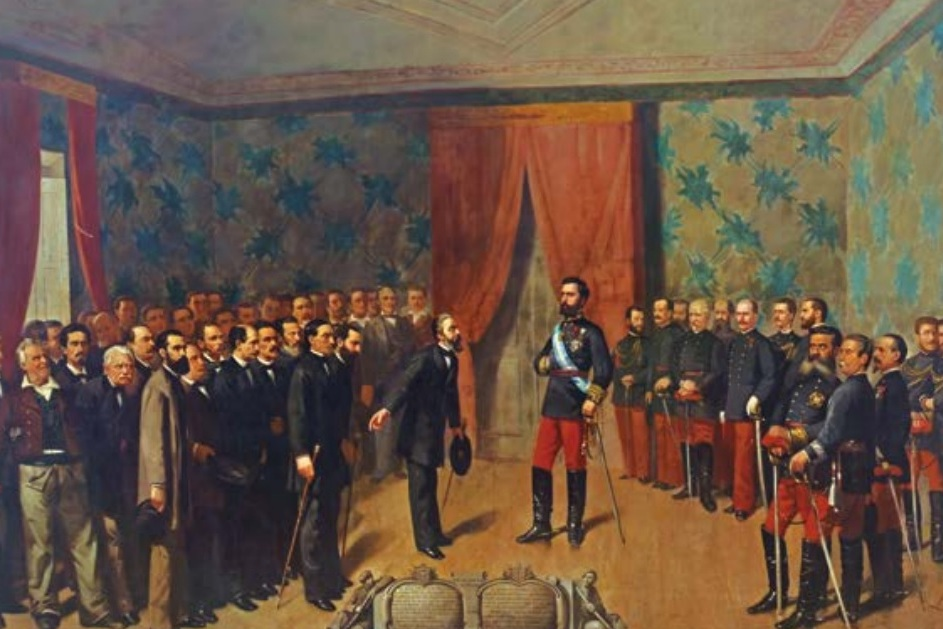
Don Carlos de Borbón recibiendo en Durango a la representación de las Merindades de Vizcaya el 3 de mayo de 1874